# Saint-Vincent-Cramesnil
Saint-Vincent-Cramesnil is een gemeente in het Franse departement Seine-Maritime (regio Normandië) en telt 501 inwoners (1999). De plaats maakt deel uit van het arrondissement Le Havre.

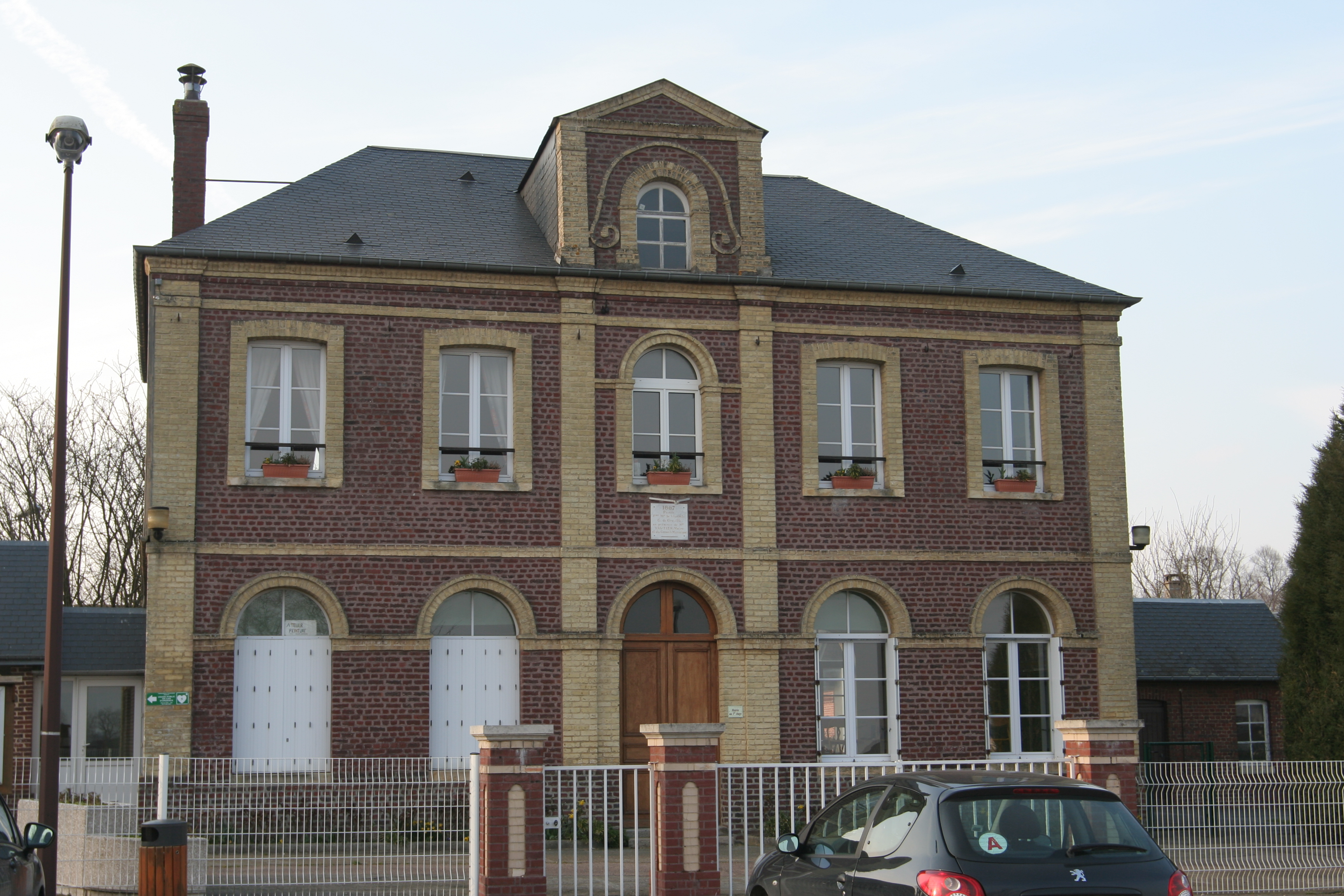
Gemeentehuis
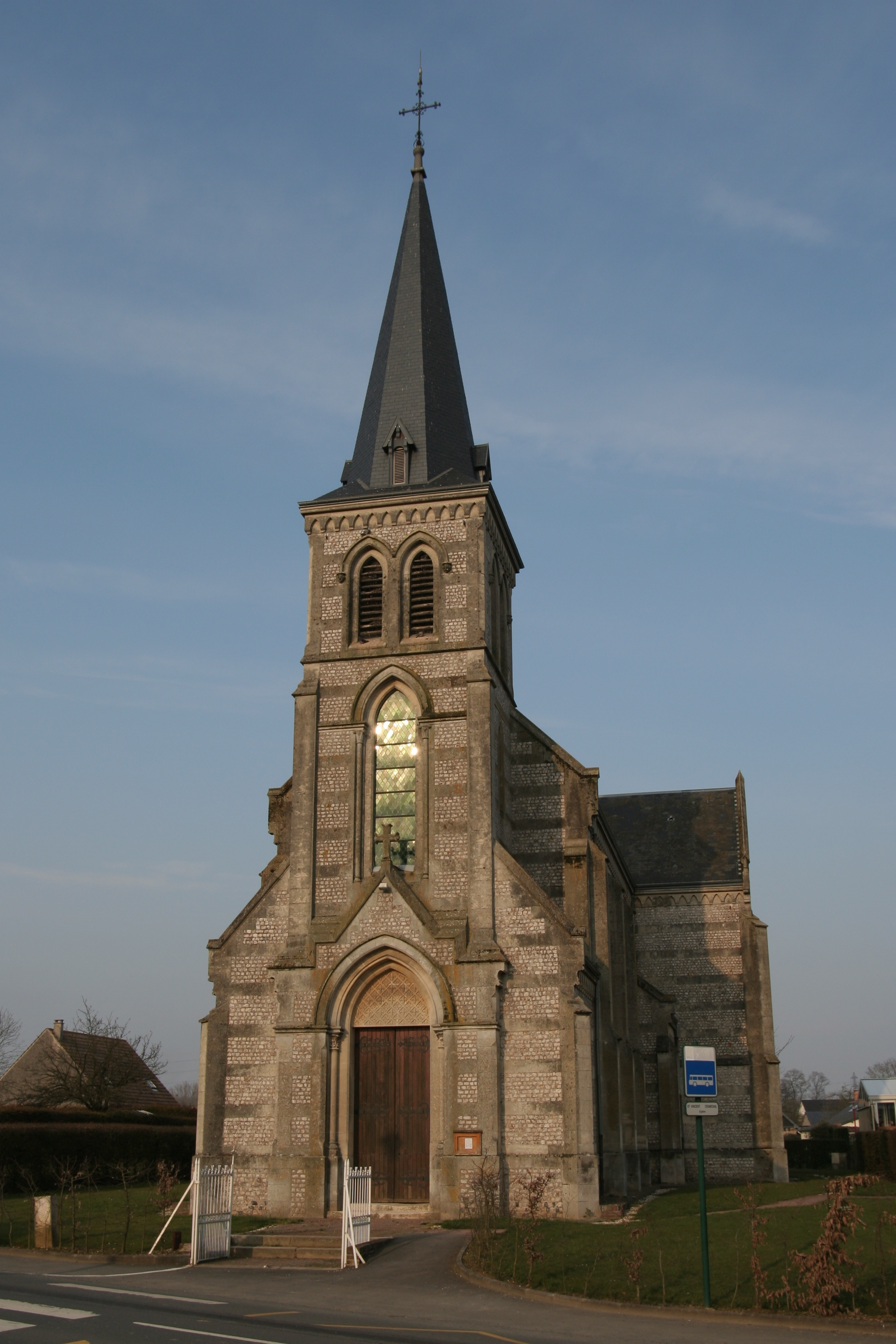
Kerk van Saint-Vincent-Cramesnil

## Geografie
De oppervlakte van Saint-Vincent-Cramesnil bedraagt 4,8 km², de bevolkingsdichtheid is 104,4 inwoners per km².
De onderstaande kaart toont de ligging van Saint-Vincent-Cramesnil met de belangrijkste infrastructuur en aangrenzende gemeenten.

## Demografie
Onderstaande figuur toont het verloop van het inwonertal (bron: INSEE-tellingen).